# Andrea Bettini
Andrea Arnaldo Bettini (* 20. November 1960 in Zürich) ist ein Schweizer Schauspieler. 

## Leben
Andrea Arnaldo Bettini wurde am 20. November 1960 in Zürich geboren. Seit seiner Ausbildung in Bern hat er 30 Jahre lang sein Handwerk am Theater Göttingen, Oberhausen, Zürich und Basel ausgeübt. Als Letztes war er in der Titelrolle im Episodenstück Kommissär Hunkeler – Ein Fall für Basel zu sehen. Mit seiner eigenen Gruppe «Pelati Delicati» produziert er seit 2008 eigene Stücke wie: Volare, Pinocchio, Fellinicittà und Svissenesse.

## Theater (Auswahl)
- 2011: Der zerbrochne Krug, als Richter Adam; Theater Basel
- 2016: Kommissär Hunkeler – Ein Fall für Basel; Theater Basel

## Filmografie (Auswahl)
- 2002: Das Paar im Kahn
- 2003: Moritz
- 2006: Schönes Wochenende
- 2007: Grounding – Die letzten Tage der Swissair